# Dow, Inc.
Dow, Inc., kurz Dow, ist ein international tätiges Chemieunternehmen mit Sitz in Midland in den Vereinigten Staaten. Das Unternehmen entstand 2019 als Ausgründung der DowDuPont Inc.

## Geschichte

### Vorgeschichte
Zum 1. September 2017 fusionierten die beiden Chemieunternehmen Dow Chemical und E. I. du Pont de Nemours and Company mit dem Ziel das Unternehmen in die drei Geschäftsbereiche Agriculture (Agrarchemikalien), Materials Science (Kunststoffe) und Specialty Products (Spezialchemikalien) zusammenzufassen und als jeweils eigenständiges Unternehmen auszugründen. Die heutige Dow, Inc. geht damit in Teilen auf die The Dow Chemical Company zurück.

### Dow, Inc.
Die Dow, Inc. entstand am 1. April 2019 als Abspaltung des Geschäftsbereichs Materials Science der DowDuPont. Dabei erhielten alle DowDuPont-Aktionäre zusätzlich zu jeweils drei gehaltenen DowDuPont-Aktien gratis eine neue Dow-Aktie.
Am 9. Oktober 2019 wurde für die direkte Kapitalbeteiligung der Dow, Inc. an der Dow Olefinverbund GmbH ein Pfändungs- und Überweisungsbeschluss ausgestellt, weil ein Gericht in Frankreich die Klage von 1245 Bananenbauern, welche durch den Wirkstoff 1,2-Dibrom-3-chlorpropan geschädigt wurden, angenommen hat. Der Rechtsstreit in Frankreich dauerte auch 2022 noch an.

## Dow in Deutschland

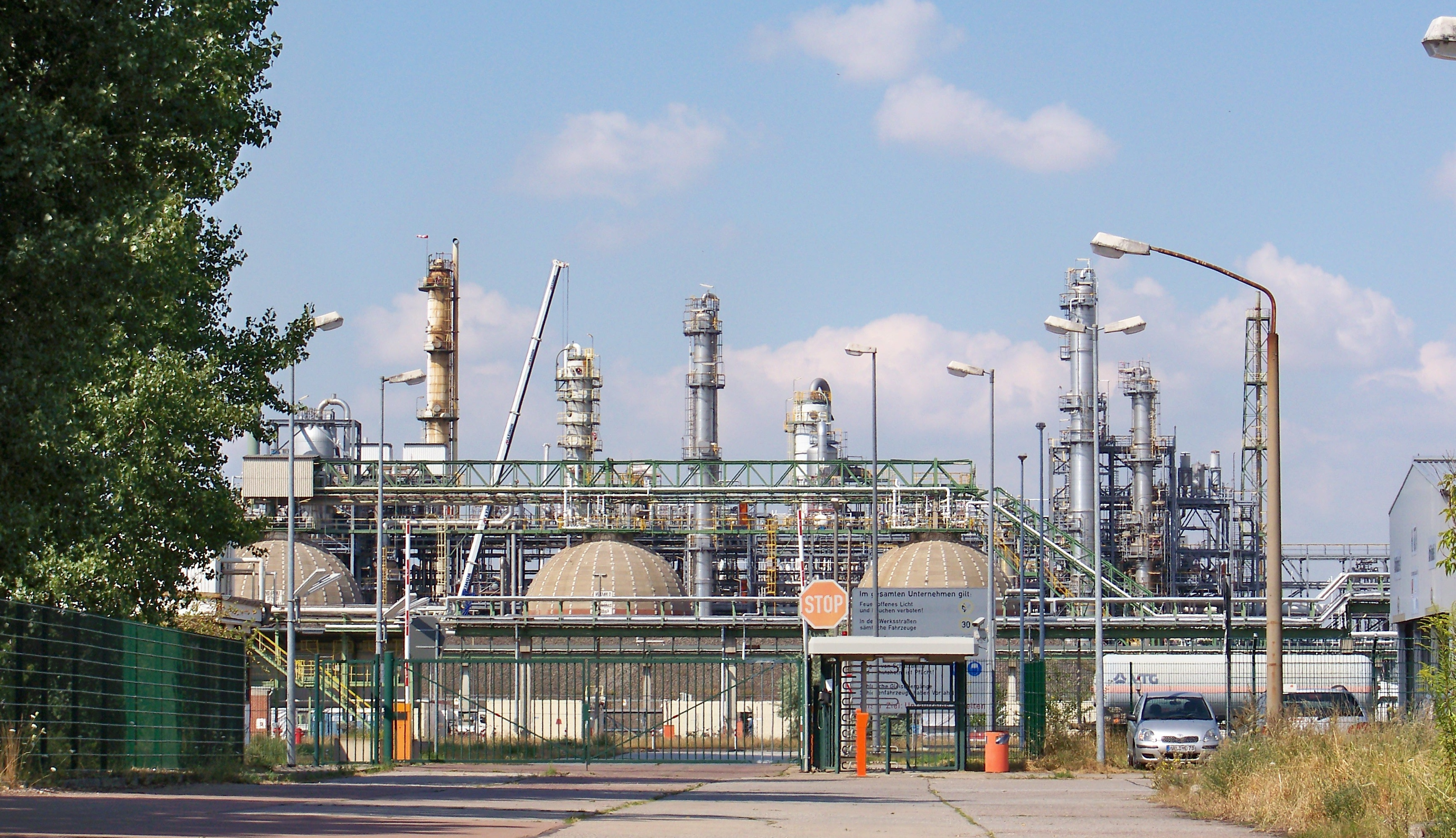
Standort in Schkopau

Der Deutschlandsitz von Dow befindet sich seit Juni 2019 in Wiesbaden.
In Deutschland unterhält Dow drei Tochtergesellschaften mit folgenden Produktionsstandorten:

### Dow Deutschland Anlagengesellschaft mbH
- Ahlen
- Bitterfeld-Wolfen
- Bomlitz
- Ohrensen
- Rheinmünster
- Stade

### Dow Olefinverbund GmbH
- Böhlen
- Leuna
- Rostock
- Schkopau
- Teutschenthal

### Dow Silicones Deutschland GmbH
- Wiesbaden